# Константин (король пиктов)
Константин (гэльск. Causantín mac Fergusa, умер в 820) — король пиктов (789—820) и король Дал Риады (811—820). До второй половины XIX века в Великобритании его безосновательно называли «Константином I, королём Шотландии».

## Биография
Некоторые историки полагают, что отцом Константина был король Дал Риады Фергюс II, но эта точка зрения не является единственной и общепризнанной. Возможно, что Константин был потомком Энгуса I, скорее всего внуком или правнуком. Он также включён в список королей Дал Риады из «Песни скоттов», но когда именно он там правил точно неизвестно, возможно последние девять лет своей жизни. Это означает, что во время правления Константина была восстановлена власть пиктов над Дал Риадой, потерянная в середине восьмого века, в результате восстания скоттов, которым руководил Эд Белый. Королём пиктов Константин пробыл довольно долго, но сведений об этом периоде сохранилось мало.
Константин стал королём пиктов в 789 году, свергнув Коналла. Битву между ними в ирландских анналах называют «битвой среди пиктов», подчёркивая этим, что скотты не имеют к ней никакого отношения.
Константину одна из версий пиктской хроники приписывает постройку церкви в Данкелде и перенос туда мощей святого Колумбы с острова Айона. В других источниках постройку данкелдской церкви приписывают Кеннету I. Имя Константина встречается на Дупплинском кресте, воздвигнутом Кеннетом I в ознаменование завоевания королевства пиктов.
В его правление начались нашествия викингов. В 794 году ирландские анналы говорят об «опустошении всех островов Британии язычниками». В следующем году нападению подверглись Скай и Айона. В 802 году Айона была сожжена, а четыре года спустя были убиты 68 монахов из её братии. Деятельность викингов, несомненно, сыграла важную роль, прямо и косвенно способствуя крушению пиктского королевства. Викинги нападали на Северную Британию со всех сторон.
Сообщение о смерти Константина появляется в ирландских хрониках в 820 году, хотя различные списки королей пиктов указывают длительность его правления как 35 и даже 45 лет.